# 아니파라 음악관
아니파라 음악관(アニぱら音楽館)은 키즈 스테이션 및 스타 가라오케에서 방송하는 애니메이션 주제가 전문 방송이다.

## 개요
1998년에 『ANIMEX 클럽』의 한 코너로 방송을 개시했으며 1999년 10월부터는 『아니메 파라다이스!』 내부로 방송 범위를 옮겼으며 독립적으로 방송하게 된 것은 2001년. 2월에 독립 프로그램으로 정착했고 같은해 10월에는 현재와 같은 실제적 연주에 의한 라이브가 주 코너로 편성이 되어 2008년에 방송 10주년을 맞았다. 매회 애니송 가수를 게스트로 초청해 출시된 지 얼마 안 된 신곡의 라이브 외에 곡의 제작에 관련된 비화 등을 듣는 방식으로 진행된다.
2009년 10월부터 제작국인 키즈 스테이션이 하이비전 방송을 개시하는 것에  맞춰 하이비전 제작으로 이행, 이 영향으로 그 전까지 유일한 넷 국이던 스타 가라오케에서 하는 방송은 중지되었다.(스타 가라오케는 하이비전 방송을 실시하지 않는다.)
또한 2010년 3월에 람즈가 방송의 제작을 그만둠에 따라 4월부터 빅노오에서 제작을 맡았고 이로 인하여 람즈에서 제작하던 형제격 프로그램인 「아니메 파라다이스!」는 2010년 3월을 기해 종료했다.
부정기적으로 하는 것이지만 공개녹화도 진행해 현재 7회나 개최, 개최 직후의 방송에서 그 일부 내용이 방송되었다.

## 방송국 및 방송 시간
2010년 4월 기준으로 방송시간은 일본 기준으로 오전 6시를 기준으로 했는데 자정을 넘어가서 방송되는 것은 엄밀히 말해서 다음날에 방송하는 것이다.
매주 방송되나 격주마다 내용을 바꾸기 위해 양쪽 모두 한 내용의 프로그램을 2주간 방송한다. 덧붙여 지상파로 방송된 것은 현재까지 없다.
| 방송지역  | 방송국        | 방송시기                 | 방송시간 | 참고                                                                                    |
| --------- | ------------- | ------------------------ | --- | --------------------------------------------------------------------------------------- |
| 일본 전역 | 키즈 스테이션 | 2001년 2월 -             | 월요일 24시 30분 - 25시 00분 월요일 28시 30분 - 29시 00분 수요일 24시 30분 - 25시 00분 수요일 28시 30분 - 29시 00분 일요일 27시 30분 - 29시 00분 | 제작 방송국。월요일 24시 30분부터 첫 번째 방송.                                         |
| 일본 전역 | 스타 가라오케 | 2005년 4월 - 2009년 10월 | 목요일 15시 30분 - 16시 00분 목요일 23시 00분 - 23시 30분 일요일 24시 00분 - 24시 30분                                                           | 목요일 15시 30분부터 첫 번째 방송. 제 166회부터 방송 개시, 제 278회를 끝으로 방송 중지. |

## 출연진

### 레귤러 멤버
- 카게야마 히로노부
- 엔도 마사아키（2000년 1월 -）
- atsuko(angela) (2014년 2월 -)
- 오다 카오리 (2014년 2월 -)
- Gero (2014년 2월 -)

영구 준레귤러
- 키타다니 히로시

전 레귤러 멤버
- 미야모토 카나코 (2014년 2월, 제388화 한정)[3]
- 사이킥 러버（2001년 10월 - 2014년 1월）
- 쿠로사키 마온 (2011년 11월~2014년 1월)
- ELISA (2010년 4월 - 2011년 11월)
- 오미 토모에（2006년 4월 - 2010년 3월）
- 시모카와 미쿠니（2003년 1월 - 2006년 4월）
- 시미즈 카오리(2000년 10월 - 2002년 12월)

### 밴드 멤버
- 스도 켄이치 - 음악감독, 키보드
- 이와타 간타 야스히코 - 드럼
- JOE（사이킥 러버） - 기타
- 야마모토 나오야 - 베이스（준 레귤러）
- 무라카미 키요시 - 베이스（준 레귤러）

### 코너
- 오프닝 라이브
- 리퀘스트 라이브
- 게스트 토크
  - 게스트 인포메이션
- 게스트 라이브
- 세션
- 애니파라 음악관 LIVE NEWS
- 분장실 아코기
- MANGATRIO（카게야마 히로노부, 엔도 마사아키, 키타다니 히로시）가 진행하는 출장 아코기 코너

## 스탭
- 연출：마츠모토 타카시, 혼다 다카시
- 제작 총괄：카시무라 사토시 외 2인[4]
- 악기 협력：야마하、킬러 기타즈
- 제작 협력：콜롬비아 뮤직 엔터테인먼트, 제네온 유니버설 엔터테인먼트, 란티스
- 제작：빅노오
- 제작 방송국：키즈 스테이션

## 그 외 특별사항
스타 가라오케 쪽에서는 모두 란티스에서 발매되는 CD의 CM이 등장하고 있는 관계로 프로그램 종료 후의 스테이션 브레이크 시 PV가 흐른다.(즉 란티스가 PT 자격으로 스폰서가 되어 있다.) 이것은 같은 방송국에서 원칙적으로 스폿 CM을 방송하지 않기 때문이며 여기에 스타 가라오케에는 워터 마크 표시가 없기 때문에(사실 어느 프로에도 표시는 없다) 이것들을 근거로 해서 스타 가라오케에서 하는 방송분을 보는 경우도 있다.
덧붙여서 키즈 스테이션에서는 다른 프로그램과 같이 CM은 방송광고가 중심이 되고 란티스의 CM은 스폿 CM 급으로 해서 15~30초 정도 밖에 방송되지 않는다. 그러나 2010년 4월부터 콜롬비아 뮤직 엔터테인먼트가 스폰서로 들어가게 되었다.

## 같이 보기
- 람즈 - 2010년 3월까지의 제작 담당
- 아니메 파라다이스! - 정식적 형제 프로그램이면서 1999년 10월부터 2000년 12월까지 한 코너로 방송했다.
- @Tunes. - 카게야마 히로노부와 엔도 마사아키가 속한 JAM Project의 멤버인 오쿠이 마사미가 사회를 본 동일한 계열의 방송 프로그램. 같은 위성방송의 애니메이션 전문 채널인 애니맥스에서 2008년 10월부터 2009년 9월까지 방송했으며[5] 방송 일시를 일요일에 해 스타 가라오케 내에서 경합을 벌였다.